# Casa Hacienda Infantas
Casa Hacienda Infantas es la casa principal de lo que fue la antigua Hacienda de Infantas, ubicada en el distrito de San Martín de Porres en la provincia de Lima, departamento de Lima, Perú. Fue declarada como patrimonio cultural el 20 de mayo de 2019 mediante la resolución Nº 080-2019-VMPCIC-MC.

## Historia
Su origen fue de la época colonial y perteneció a Jerónimo Infante del Real. Fue un complejo social y cultural que integró diversos grupos humanos, en particular inmigrantes chinos y japoneses.
Su arquitectura fue parte de los bienes del convento de Nuestra Señora de la Concepción en el siglo XVI. Uno de los primeros arrendatarios de la casa fue Jerónimo Infante del Real, quien se comprometió en 1667 a pagar un canon de 3 500 pesos anuales por un lapso de tres vidas (padre, hijo y nieto) naturales. La hacienda comenzó a llamarse Infantas, nombre que provenía de la mala pronunciación de Infante.
Durante los años 2000 tuvo uso de agencia municipal, comedor popular y escuela para niños.

## Descripción
El inmueble tuvo una vista de amplio dominio sobre los ranchos, chacras y demás instalaciones de la hacienda, la ubicación de los servicios en el semisótano, su simetría y continuidad espacial transitoria de su planta, la repetición de sus elementos en las fachadas, y sus elementos son de estilo neoclásicos.

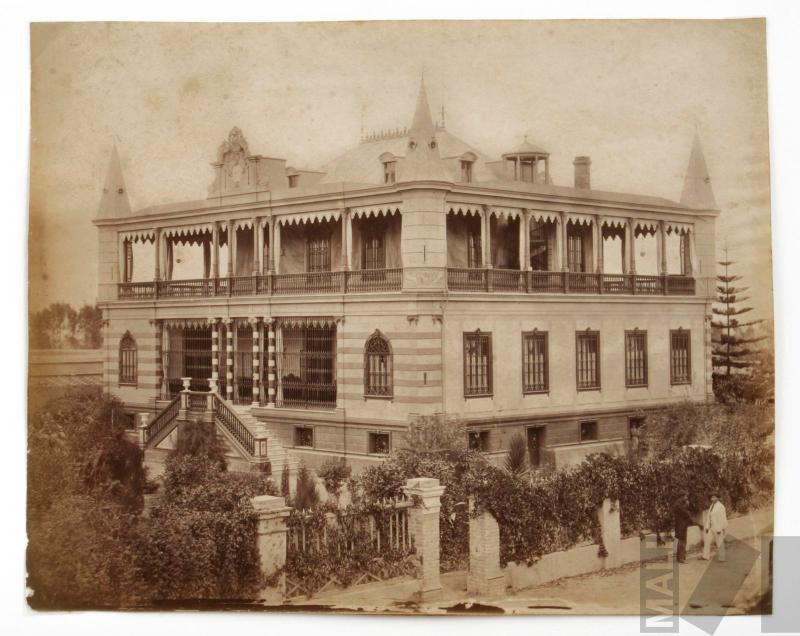
Casa Hacienda Infantas en los años 1880 -1890